# 朗德格羅夫 (伊利諾伊州)
朗德格羅夫（英語：Round Grove）是位於美國伊利諾伊州懷特塞德縣的一個非建制地區。該地的面積和人口皆未知。

## 地理
朗德格羅夫的座標為41°47′06″N 89°52′19″W / 41.78500°N 89.87194°W，而該地的平均海拔高度為209米（即679英尺）。